# Nimlane

Nimlane est un village du centre-sud de la Mauritanie, situé dans la région du Tagant.

## À noter
Nimlane a donné son nom à un bâtiment de guerre mauritanien construit, par la Chine, en septembre 2018,.